# خرنوب (سرده)
خرنوب (سرده)(نام علمی: Ceratonia) نام یک سرده از تیره باقلاییان است.

## تصاویر

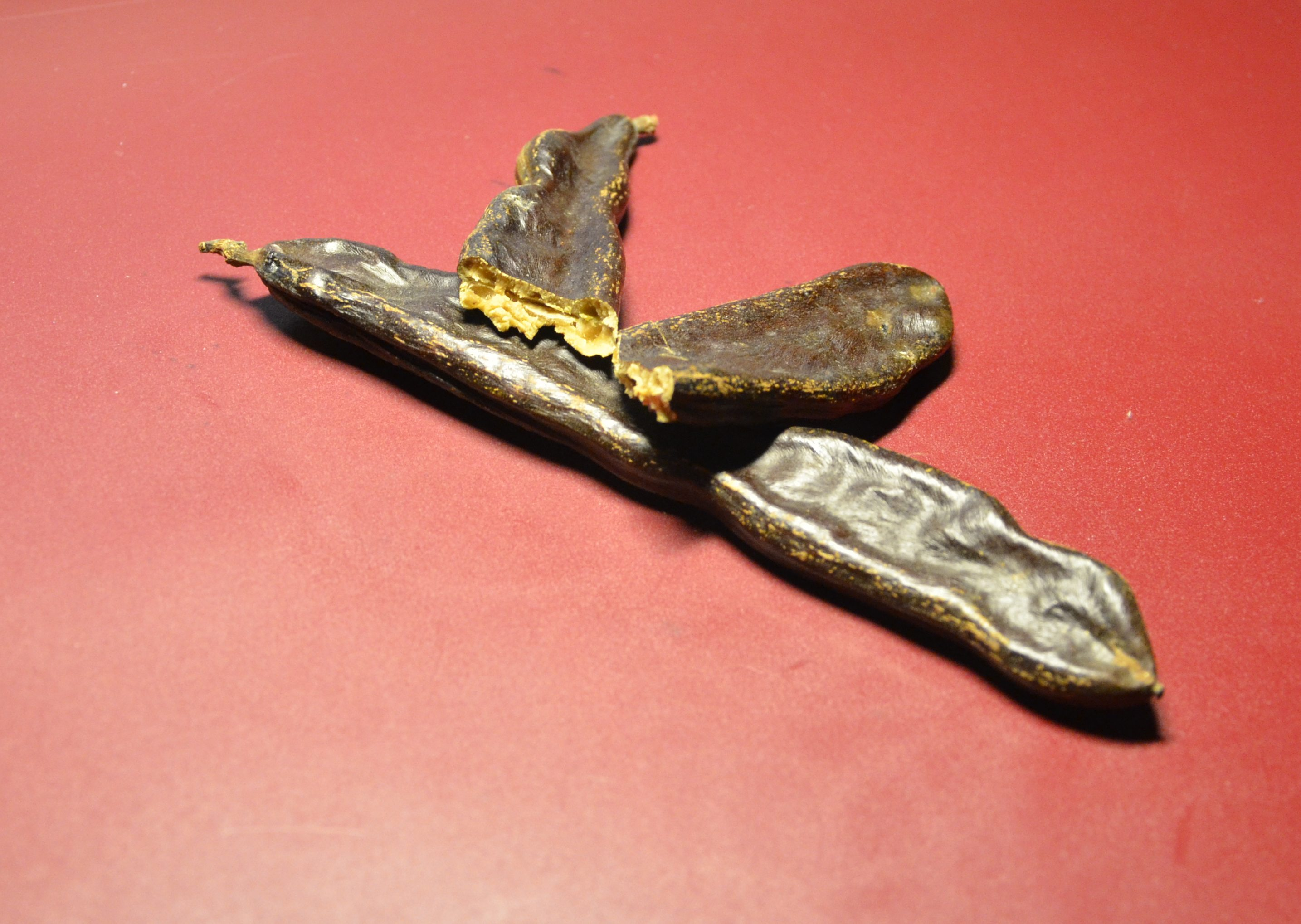
میوه
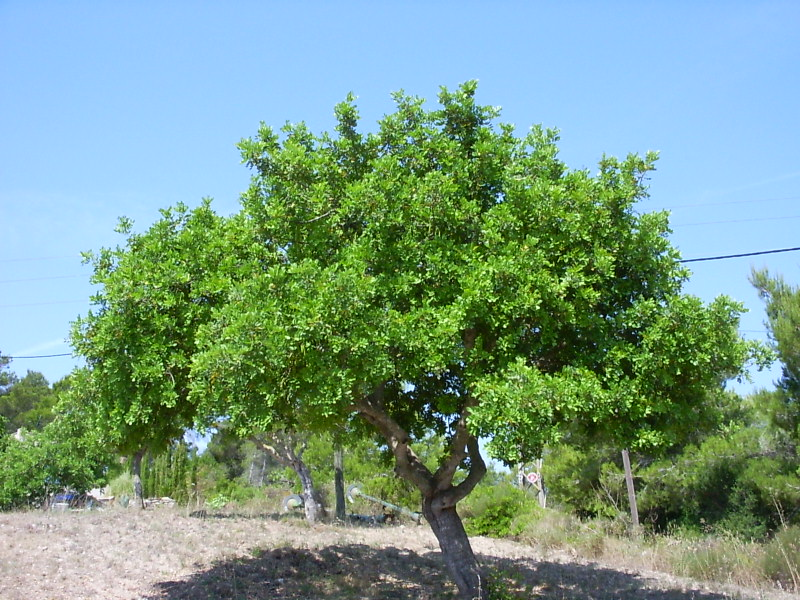
درخت
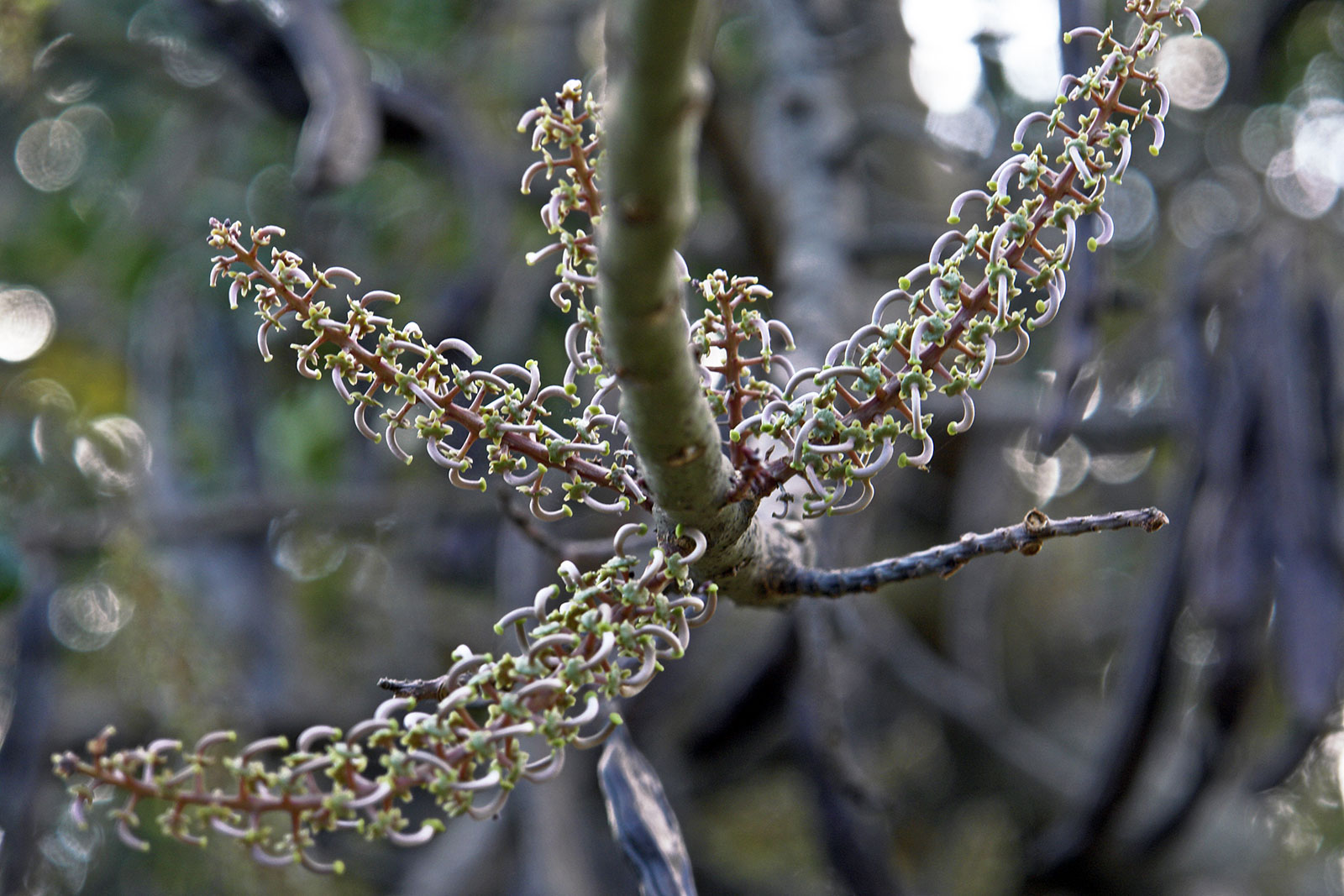
شکوفه
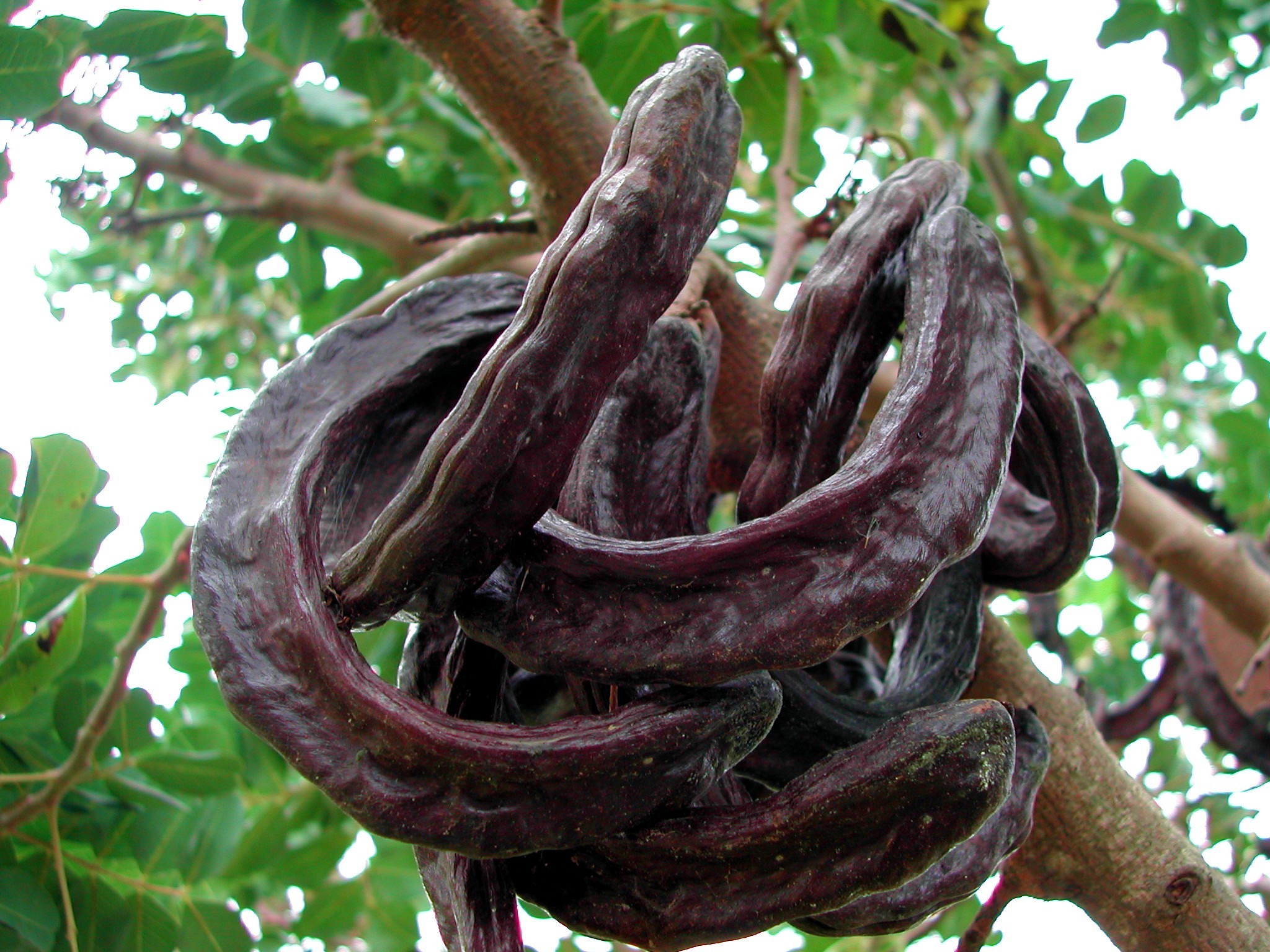
میوه